# Empis nitidiventris
Empis nitidiventris är en tvåvingeart som beskrevs av Friedrich Hermann Loew 1873. Empis nitidiventris ingår i släktet Empis, och familjen dansflugor. Inga underarter finns listade.
Artens utbredningsområde är Europa.